# Carcelia sumatrana
Carcelia sumatrana är en tvåvingeart som beskrevs av Townsend 1927. Carcelia sumatrana ingår i släktet Carcelia och familjen parasitflugor. Inga underarter finns listade i Catalogue of Life.